# Manuel Vallespín y González Valdés
Manuel Vallespín y González Valdés (1920 - Madrid, 16 de març de 1989) fou un militar espanyol, darrer capità general de la III Regió Militar i primer capità general de la Regió Militar Llevant.
Lluità en la guerra civil espanyola i el 1943 també fou voluntari a la Divisió Blava. En tornar es va llicenciar en ciències polítiques i econòmiques alhora que es diplomava a l'Escola d'Estat Major. El 1958 ascendí a comandant i el 1975 a coronel. Ascendit a general de brigada el 1976, va ser segon cap del CESID i cap de la XI Brigada de la Divisió Cuirassada. El 1980 va ascendir a general de divisió, i en maig d'aquest any va formar part del consell de guerra que va jutjar Antonio Tejero Molina i Ricardo Sáenz de Ynestrillas Martínez per la seva participació en l'Operació Galàxia, on va mostrar dissentiment amb la sentència. Després fou director de personal del Comandament Superior de Personal de l'Exèrcit fins que en febrer de 1983 fou nomenat capità general de la III Regió Militar. El 1984 va traslladar l'estàtua eqüestre de Francisco Franco a l'edifici de la Capitania General de València. En maig de 1985 va passar a la reserva i poc després va rebre la Gran Creu de l'Orde d'Isabel la Catòlica. L'octubre de 1985 fou nomenat President de la Junta de Govern de l'Institut Social de les Forces Armades.